# Boscos montans xeròfits somalis
Els boscos d'arbusts xèrics de muntanya somalis són una ecoregió de boscos xèrics i desèrtics a Somàlia. L'ecoregió es troba a les agrestes muntanyes de Karkaar, que són paral·leles i properes a la costa nord de Somàlia al golf d'Aden, i segueix la costa del mar d'Aràbia nord de Somàlia, des del cap de Guardafui al sud fins a Eyl.

## Ubicació

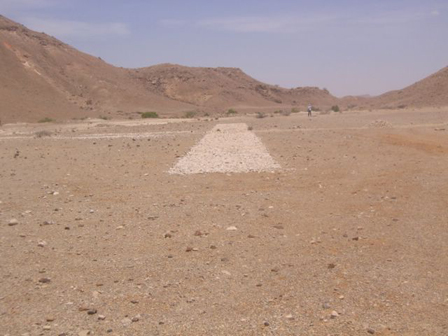
Rodalies de Galgala, muntanyes Karkaar, regió de Bari.

Aquesta ecoregió s'estén al llarg de la costa de Somàlia a través de les regions de Somalilàndia i Puntland des de la muntanya Shimbiris a l'est de Hargeysa a través de les muntanyes septentrionals de Somàlia fins a Raas Caseyr, i abasta la punta de la Banya d'Àfrica, i continua uns 300 quilòmetres al sud al llarg de la Plana costanera de Somàlia.
La major part de superfície de l'ecoregió està rodejada de l'ecoregió d'Arbusts i matolls Somalis d'Acacia i Commiphora.

## Flora i medi físic
La majoria de les zones més altes de muntanya estan compostes per calcàries i guix, cobertes de litosols de rendzina fina i drenant lliure que conserven poca humitat fora de les estacions de pluges.
Moltes espècies endèmiques es limiten a aquestes zones, com la Reseda sessilifolia, que creix en afloraments de guix.
La vegetació d'aquesta ecoregió varia a causa de l'elevació, les precipitacions i els tipus de sòls o roques. A cotes més baixes, s'han desenvolupat xerosols i yermosols, particularment a les planes costaneres de la terra baixa que voregen l'oceà Índic. Aquí, hi ha poca o cap vegetació en aquest hàbitat fins al semidesert. A les zones subcostals, la vegetació llenyosa es fa més densa amb espècies dominants dels gèneres Acacia, Commiphora i Boswellia. Al llarg dels costats de l'escarpa es produeixen matolls de fulla perenne i semiperennes semblants a màquia amb espècies com Dracaena schizantha, Cadia purpea, Buxus hildebrandtii i Pistacia aethiopica, mentre que les restes del bosc de ginebres creixen a altituds més elevades a les muntanyes.